# Pya!
pya!（ぴゃ）は、かつて存在した個人運営による画像・動画投稿サイト。2003年4月15日開設、2021年8月18日閉鎖。この種のサイトとしては早い時期の開設で、「老舗ネタサイト」などと呼ばれた。
画像や動画などを投稿者から集めて掲載していた。空耳Flashムービーの『マイヤヒー』などは、pya!に投稿されたことから広まったとされる。

## 沿革

### 開設
2003年に開設された。最初の投稿は2003年4月15日付の「Happy Tree Friends　タマゴでグッチョリ逝ってます。」というFlashだった。
2008年12月、成人向けの姉妹サイト「pyu! （おとなのネタサイト）」がドメイン「pyu.me」で開設され、成人向け投稿の隔離が試みられたが、同サイトは2012年頃に閉鎖された。

### レンタルサーバーへの移行
管理人の自宅サーバーで運営されていたが、2012年2月、費用がかさむため同年2月29日をもって一旦終了し、レンタルサーバーへ移行することが発表された。新しいサイトは同年3月14日に公開された。

### ドメイン名変更と成人向けコンテンツの隔離
2018年1月、ドメイン「pya.cc」での運用を一旦終了することを発表した。管理人は理由として、ドメインpya.ccがブラックリストに登録されていたこと、成人向け投稿と全年齢向け投稿が混在するという問題があること、プログラムコードが複雑になりメンテナンスに支障を来たしていることを挙げた。
2018年1月31日に新ドメイン「pya.tokyo」にてリニューアルサイトが公開され、サイト名が「pya!」から「ぴゃ！どっと東京」に変更された。旧ドメイン「pya.cc」のサイトは、同年3月に成人向け投稿サイトへと変更され、サイト名も「大人のネタサイトpya!」に変更された。

### 閉鎖
2021年8月、サーバーの契約更新期限日の8月18日を最後にpya.tokyoとpya.ccを閉鎖することが発表された。サーバーは契約更新しないが、ドメインは維持するという。
2021年9月時点でpya.ccおよびpya.tokyoにアクセスすると、それぞれ「準備中どえす」、「準備中どえむ」と表示される。

## 利用者層
2006年のサイト内アンケートによれば、男性利用者が73パーセント以上を占めた。

## 商品化
2009年6月5日、Moon Light Sword によるテキスト投稿「床下の奴ら」シリーズが、雷鳥社から『床下の奴ら 庭付き・ネコ付き・一戸建て』として、pya!のコンテンツとしては初めて書籍化された。四国在住の著者と猫たちの生活を描いている。
2012年10月、pya!用iPhoneアプリがココポップからリリースされた。